# Osredek nad Stično
Osredek nad Stično este o localitate din comuna Ivančna Gorica, Slovenia, cu o populație de 6 locuitori.